# Campionati italiani di duathlon del 1995
I Campionati italiani di duathlon del 1995 sono stati organizzati dalla Federazione Italiana Triathlon e si sono tenuti a Poviglio in Emilia-Romagna, in data 9 aprile 1995.
Tra gli uomini ha vinto per la seconda volta consecutiva Maurizio Medri (Romagna Triathlon), mentre la gara femminile è andata a Mirella Gandellini (Zeppelin Triathlon Team).

## Risultati

### Élite uomini
| Pos. | Atleta               | Società sportiva         | Corsa    | Bici     | Corsa    | Totale   |
| ---- | -------------------- | ------------------------ | -------- | -------- | -------- | -------- |
|      | Maurizio Medri       | Romagna Triathlon        | 00:48:48 | 01:24:46 | 00:24:09 | 02:37:43 |
|      | Umberto Guidetti     | Tobacco Museum           | 00:46:58 | 01:28:22 | 00:23:20 | 02:38:40 |
|      | Stefano Mainetti     | Zeppelin Triathlon Team  | 00:47:14 | 01:30:56 | 00:23:35 | 02:41:45 |
| 4    | Alessandro Rastello  | Torino Triathlon         | 00:47:17 | 01:30:44 | 00:24:39 | 02:42:40 |
| 5    | Marino Rocca         | Zeppelin Triathlon Team  | 00:49:50 | 01:28:31 | 00:25:03 | 02:43:24 |
| 6    | Klaus Runer          | Läufer Club Bozen        | 00:52:09 | 01:24:52 | 00:26:41 | 02:43:42 |
| 7    | Giovanni Bertagnin   | Forze Armate Triathlon   | 00:49:34 | 01:30:43 | 00:24:21 | 02:44:38 |
| 8    | Andrea Babini        | Romagna Triathlon        | 00:53:02 | 01:25:39 | 00:26:09 | 02:44:50 |
| 9    | Bruno Stanga         | Pol. S. Giorgio Arco     | 00:48:40 | 01:33:26 | 00:23:30 | 02:45:36 |
| 10   | Luca Nascimbeni      | Triathlon Trentino       | 00:49:46 | 01:29:44 | 00:26:35 | 02:46:05 |
| 11   | Andrea Garibaldi     | Torino Triathlon         | 00:47:11 | 01:34:20 | 00:24:54 | 02:46:25 |
| 12   | Alberto Piacentini   | Arcoveggio               | 00:52:09 | 01:30:30 | 00:24:39 | 02:47:18 |
| 13   | Maurizio Codognola   | Road Runners Club Milano | 00:51:54 | 01:29:23 | 00:26:04 | 02:47:21 |
| 14   | Marco Roncuzzi       | Romagna Triathlon        | 00:50:57 | 01:31:21 | 00:25:44 | 02:48:02 |
| 15   | Andrea Alessandrini  | Svizzera Triathlon       | 00:51:46 | 01:30:33 | 00:26:06 | 02:48:25 |
| 16   | Enrico Campana       | Cicli Mata Triathlon     | 00:51:16 | 01:32:23 | 00:25:13 | 02:48:52 |
| 17   | Alessandro Ruocco    | Triathlon Novara         | 00:52:45 | 01:29:34 | 00:26:51 | 02:49:10 |
| 18   | Tolmino Mela         | Romagna Triathlon        | 00:53:25 | 01:30:18 | 00:25:37 | 02:49:20 |
| 19   | Maurizio Costantini  | Alba Triathlon           | 00:52:12 | 01:31:23 | 00:26:17 | 02:49:52 |
| 20   | Gianpietro De Faveri | Silca Ultralite          | 00:52:39 | 01:32:02 | 00:25:25 | 02:50:06 |

### Élite donne
| Pos. | Atleta                     | Società sportiva        | Corsa    | Bici     | Corsa    | Totale   |
| ---- | -------------------------- | ----------------------- | -------- | -------- | -------- | -------- |
|      | Mirella Gandellini         | Zeppelin Triathlon Team | 00:55:58 | 01:35:27 | 00:28:22 | 02:59:47 |
|      | Paola Lenzi                | Silca Ultralite         | 00:58:13 | 01:37:38 | 00:29:17 | 03:05:08 |
|      | Jacqueline White           | Torino Triathlon        | 01:01:33 | 01:39:57 | 00:31:29 | 03:12:59 |
| 4    | Daniela Locarno            | Silca Ultralite         | 01:05:51 | 01:45:20 | 00:31:58 | 03:23:09 |
| 5    | Doriana Cetorelli          | Società Sospesa         | 00:58:05 | 01:59:59 | 00:28:49 | 03:26:53 |
| 6    | Alba Coccurello            | Arcoveggio              | 01:02:51 | 01:51:57 | 00:32:56 | 03:27:44 |
| 7    | Arianna Foschi             | Svizzera Triathlon      | 01:03:54 | 02:08:22 | 00:30:25 | 03:42:41 |
| 8    | Gabriella Perricone Piazza | Sangiulianese           | 01:22:47 | 01:54:39 | 00:42:52 | 04:00:18 |